# Baños de Arechavaleta
Los baños de Arechavaleta fueron un balneario situado en la provincia de Guipúzcoa.

## Descripción
El balneario, sito en la localidad guipuzcoana de Arechavaleta, en el camino hacia la vecina Escoriaza, se construyó en 1842 con arreglo a los planos del arquitecto Martín de Saracíbar. Constaba de dos edificios, con una casa de baños compuesta de un salón adornado con estatuas, molduras y banquetas almohadilladas para el descanso y una hospedería de tres pisos, con cuartos separados, salón de recreo con piano-órgano y otros instrumentos musicales. Hacia mediados del siglo XIX, podían acudir a lo largo de una temporada —que se extendía desde junio hasta septiembre— alrededor de trecientas personas, que buscaban curarse de variadas afecciones, incluidos herpes, tiñas, sarna, escrófulas, gota, reumatismos, anorexia, dispepsia, flegmasias y sífilis. Los baños aparecen descritos en el segundo volumen del Diccionario geográfico-estadístico-histórico de España y sus posesiones de Ultramar de Pascual Madoz con las siguientes palabras:

ARECHAVALETA (Baños de): al S. á corta dist. de la v. de Arechavaleta de Guipuzcoa con direccion á Escoriaza, y á 300 pasos de la carretera general de Madrid á Francia, se encuentra un manantial que, recogido en una elegante fuente de piedra, da constamente por cada minuto 33 cuartillos de agua cristalina á la temperatura de 14° del termómetro de Reaumur, con olor y sabor á huevos podridos. Sobre este manantial se construyó en 1842, con arreglo á los planos y bajo la direccion de D. Martin Sarasibar, 2 suntuosos edificios de tanto gusto y comodidad como los mejores que de su clase hay en los paises estrangeros. La casa de baños se compone de un hermoso salon de 120 pies de largo por 18 de ancho, al que da luces un cupulino de cristales que le rodea, y está adornado con estátuas, geroglíficos, molduras y banquetas almohadilladas en todo él para descanso de los concurrentes: de 8 gabinetes ó recibidores que comunican á 16 cuartos independientes para bañarse con luz graduada por cristales y persianas, y en cada uno su bañera ó pila de grandes dimensiones, de mármol bruñido, de una pieza ó de zinc; y de uua bonita capilla en donde se celebra misa los dias festivos. A 30 pasos de este edificio, cuyo espacio es un delicioso jardin, está la casa hospederia que tiene 3 pisos, anchurosos pasadizos, 88 cuartos separados, salon de recreo lujosamente adornado con piano-órgano espresivo y varios instrumentos de música; ademas hay 2 saletas en el 2.° y 3.° piso, y los cuartos de los ángulos con comunicacion á los inmediatos para mas desahogo: mesa de villar, café, espaciosos comedores, cocinas y dependencias, completo servicio y fina asistencia con lujosas y esmeradas camas á precios arreglados; de suerte que se encuentra, ademas de las virtudes de las aguas cuanto se puede apetecer en comodidad, distraccion y goces. Las aguas, segun el análisis hecho por los doctores Lletget y Masarnau, son las mas superiores de la clase de hidrosulfurosas analizadas hasta el dia de las prov. Vascongadas [...] Estas aguas se usan con buenos resultados para la curacion de los herpes, tiñas, sarna y enfermedades cutáneas; para las escrófulas, gota, reumatismos antiguos y sus consecuencias, en la anorexia y dispepsia, y varias flegmasias crónicas del canal digestivo, aparato respiratorio y genito-urinario; en la sífilis y resultados del abuso del mercurio, y en las afecciones consecutivas á los envenenamientos y á los cólicos, como temblores, paralisis y otras enfermedades: pero la suministracion de estas aguas podrian perjudicar á los sugetos pletóricos, á los predispuestos á las hemorragias activas y á otros padecimientos; por cuya razon tiene el gobierno nombrado un director, que lo es el doctor en medicina y cirugia, D. Rafael Breñosa Martinez: la temporada mas conveniente para tomar estos baños es desde junio á fines de septiembre; en la última concurrieron 300 bañistas, y el buen resultado que obtuvieron y la completa asistencia que se les dispensó, hace incalculable el número de los que en los años sucesivos pasarán á disfrutar del beneficio de estas aguas.
(Madoz, 1845, pp. 503-504)